# Dominique Borg
Dominique Borg (* 12. Oktober 1945 in Paris; † 15. Juli 2022 in Clamart, Hauts-de-Seine; eigentlich Dominique Borgne, verh. Sherenet) war eine französische Kostümbildnerin und Schauspielerin.

## Leben
Dominique Borg kam als Tochter der französischen Schauspielerin Anne Béranger (1925–1983; geb. Bella Golofteiner) und von Gérard Borgne in Paris zur Welt; ihre Großeltern mütterlicherseits waren russisch-jüdischer Herkunft. Borg wuchs in der Nachkriegszeit über dem im Pariser Quartier des Halles gelegenen Laden ihres Großvaters, einem Uhrmacher, im Umfeld von Einwanderern auf. Nach einem Philosophiestudium ließ sie sich zunächst am Centre d’art dramatique de la rue Blanche in der Klasse von Henri Rollan und danach am Conservatoire d’art dramatique von Lehrmeistern wie René Simon und Antoine Vitez zur Schauspielerin ausbilden. Zuvor hatte sie bereits im Alter von 17 Jahren ihr Bühnendebüt gegeben. Wie ihre Mutter, die als Sängerin, Schauspielerin, Tänzerin und Produzentin vielseitig beschäftigt war, wurde Borg zu Beginn ihrer Karriere auch in den Bereichen Kostüm- und Bühnenbild tätig. An Theatern und Opern verlegte sie dann ihren Schwerpunkt auf das Anfertigen von Kostümen und arbeitete dabei über die Jahre mit Regisseuren wie Denis Llorca, Marcel Maréchal, Bernard Murat, Georges Lavelli, Jean-Louis Thamin und Roger Louret.
Bei Ariane mit Isabelle Adjani in der Titelrolle kam sie 1974 erstmals als Kostümbildnerin bei einem Film zum Einsatz. Mit Bruno Nuyttens aufwändiger Filmbiografie Camille Claudel, erneut mit Adjani in der Titelrolle und Gérard Depardieu als Auguste Rodin, konnte Borg einen großen Erfolg verbuchen und den französischen Filmpreis César in der Kategorie Beste Kostüme gewinnen. Mitte der 1990er Jahre fertigte Borg die Kostüme für zwei Filme mit Jean-Paul Belmondo: Claude Lelouchs Hugo-Verfilmung Les Misérables (1995) und die Filmkomödie Désiré (1996), die auf einem Stück von Sacha Guitry beruht und mit Fanny Ardant einen weiteren Star des französischen Kinos vorweisen konnte. Nach Les Misérables betraute Lelouch sie auch mit dem Kostümdesign seines Films Männer und Frauen – Die Gebrauchsanleitung (1996). Für Agnès Merlets Filmbiografie Artemisia über die italienische Barockmalerin Artemisia Gentileschi wurde Borg 1998 für den César nominiert, den sie 2002 für das Mystery-Abenteuer Pakt der Wölfe erneut gewinnen konnte. Ein Jahr darauf wurde sie für ihre Kostüme des in Norwegen spielenden Historienfilms Dina – Meine Geschichte mit dem dänischen Filmpreis Robert ausgezeichnet.
Im Laufe der Jahre erhielt Borg für ihre Arbeit als Kostümbildnerin insgesamt sechs Nominierungen für den Theaterpreis Molière, den sie jeweils für eine Theaterproduktion von Tschechows Der Kirschgarten und Éric-Emmanuel Schmitts Der Freigeist gewinnen konnte. Für eine von Verzögerungen geplagte Inszenierung des Bühnenstücks Kinship von Carey Perloff am Théâtre de Paris, in der die mit Borg seit Camille Claudel befreundete Isabelle Adjani eine Hauptrolle spielte, sprang Borg 2014 für den ursprünglichen Regisseur ein und trat so erstmals auch als Regisseurin in Erscheinung. Auch für Operninszenierungen, Ballette, Konzerte (u. a. von Mylène Farmer) und Musicals wie Le Roi Soleil entwarf Borg die Kostüme.
Borgs Cousine ist die Filmeditorin Francine Sandberg. Ab 2010 lebte Borg in der südwestlich von Paris gelegenen Stadt Clamart, wo sie 2022 im Alter von 76 Jahren verstarb.

## Filmografie (Auswahl)
- 1974: Ariane
- 1988: Camille Claudel
- 1989: Tolérance
- 1995: Les Misérables
- 1996: Désiré
- 1996: Männer und Frauen – Eine Gebrauchsanweisung (Hommes, femmes, mode d’emploi)
- 1997: Artemisia
- 1998: Begegnung in Venedig (Hasards ou coïncidences)
- 2001: Pakt der Wölfe (Le Pacte des loups)
- 2002: Dina – Meine Geschichte (Jeg Er Dina)
- 2003: Ich, Caesar. 10 ½ Jahre alt, 1,39 Meter groß (Moi César, 10 ans 1/2, 1m39)
- 2004: Grande École – Sex ist eine Welt für sich (Grande école)
- 2011: Auf der Suche nach der verlorenen Zeit (À la recherche du temps perdu) (TV-Zweiteiler)

## Theater (Auswahl)
Als Darstellerin
- 1969: Romeo und Julia (Romeo and Juliet) – Théâtre de l’Ouest parisien
- 1971: Tête d’or – Théâtre royal du Gymnase
- 1972: Was ihr wollt (Twelfe Night) – Théâtre de l’Ouest parisien

Als Kostümbildnerin
- 1969: Romeo und Julia (Romeo and Juliet) – Théâtre de l’Ouest parisien
- 1971: Tête d’or – Théâtre royal du Gymnase, Théâtre de Nice
- 1972: Was ihr wollt (Twelfe Night) – Théâtre de l’Ouest parisien
- 1975: Woyzeck – Théâtre Daniel Sorano
- 1975: Der Menschenfeind (Le Misanthrope) – Saint-Germain-en-Laye
- 1977: Onkel Wanja (Дядя Ваня) – Odéon – Théâtre de l’Europe
- 1980: Die Hochzeit des Figaro – Théâtre du Huitième
- 1983: Der Idiot (Идиот) – Nouveau Théâtre de Nice
- 1987: Britannicus – Théâtre Silvia Monfort
- 1989: Lorenzaccio – Théâtre du Rond-Point
- 1990: Der Kirschgarten (Вишнёвый сад) – Théâtre de la Madeleine
- 1993: Pygmalion – Théâtre Hébertot
- 1997: Der Freigeist (Le Libertin) – Théâtre Montparnasse
- 1998: Mutter Courage und ihre Kinder – Comédie-Française
- 2000: Die Kameliendame (La Dame aux camélias) – Théâtre Marigny
- 2002: Gefährliche Liebschaften (Les Liaisons dangereuses) – Théâtre du Palais-Royal
- 2006: Mary Stuart – Théâtre Marigny
- 2007: Mon père avait raison – Théâtre Édouard VII
- 2008: Véronique – Théâtre du Châtelet
- 2008: Elle t’attend – Théâtre de la Madeleine
- 2008: Faisons un rêve – Théâtre Édouard VII

## Auszeichnungen
- 1989: César in der Kategorie Beste Kostüme für Camille Claudel
- 1989: Nominierung für den Molière in der Kategorie Beste Kostüme für Lorenzaccio
- 1991: Molière in der Kategorie Beste Kostüme für Der Kirschgarten
- 1993: Nominierung für den Molière in der Kategorie Beste Kostüme für Pygmalion
- 1997: Molière in der Kategorie Beste Kostüme für Der Freigeist
- 1998: Nominierung für den César in der Kategorie Beste Kostüme für Artemisia
- 2001: Nominierung für den Molière in der Kategorie Beste Kostüme für Die Kameliendame
- 2002: César in der Kategorie Beste Kostüme für Der Pakt der Wölfe
- 2002: Nominierung für den Saturn Award in der Kategorie Beste Kostüme für Der Pakt der Wölfe
- 2003: Robert in der Kategorie Beste Kostüme für Dina – Meine Geschichte
- 2007: Nominierung für den Molière in der Kategorie Beste Kostüme für Mary Stuart
- 2009: Chevalier de la Légion d’honneur (Ritterkreuz der Ehrenlegion)[2]